# 모하메드 엘셰나위
모하메드 엘사예드 모하메드 엘셰나위 고마(아랍어: محمد السيد محمد الشناوي جمعة, Mohamed El Sayed Mohamed El Shenawy Gomaa, 1988년 12월 18일 ~ )는 이집트의 축구 선수로, 현재 이집트 알아흘리 SC에서 활약하고 있다.